# República da Tripolitânia
A República da Tripolitânia (em árabe: الجمهورية الطرابلسية; romaniz.: El-Cumhuriyyetu't Trablusiyye ou Al-Jumhuriya al-Trabulsiya; em italiano: Repubblica di Tripolitania) foi um Estado soberano nos territórios ocidentais da atual Líbia que existiu entre 1918 e 1922. 
Foi o primeiro Estado islâmico no mundo a ter um governo republicano e a primeira entidade independente líbia desde a queda do Império Otomano.
Após a Primeira Guerra Mundial, uma república árabe na Tripolitânia declarou a independência da Líbia italiana. A proclamação da República da Tripolitânia no outono de 1918 foi seguida de uma declaração formal de independência na Conferência de Paz de Paris de 1919. Esta foi a primeira forma republicana formalmente declarada de governo no mundo árabe, mas ganhou pouco apoio das potências internacionais e se desintegrou por 1923. A Itália conseguiria estabelecer o controle total sobre a Líbia em 1930. 